# Dumbrăveni (Sibiu)
Pour les articles homonymes, voir Dumbrăveni.
Dumbrăveni (avant 1945 : Ibașfalău) est une ville du nord du județ de Sibiu, au centre de la Transylvanie, en Roumanie. La ville est située sur les bords de la Târnava Mare, à 20 km à l'est de Mediaș.

## Démographie
| Année, | Roumains | Hongrois | Allemands | Juifs | Roms | Autres |
| ------ | -------- | -------- | --------- | ----- | ---- | ------ |
| 1850   | 21,9     | 27,8     | 2,1       | 0,6   | 15,1 | 32,5   |
| 1930   | 40,5     | 35,5     | 12,6      | 2,2   | 7,4  | 1,8    |
| 1956   | 58,8     | 18,1     | 13,9      | 0,3   | 8,6  | 0,3    |
| 1977   | 64,9     | 14,9     | 15,0      | 0,2   | 4,7  | 0,3    |
| 1992   | 71,3     | 14,8     | 2,9       | 0,1   | 10,7 | 0,2    |
| 2011   | 66,5     | 8,7      | 0,9       | 0,0   | 17,4 | 6,5    |

## Politique
| Parti | Parti                                                 | Sièges |
| ----- | ----------------------------------------------------- | ------ |
|       | Parti social-démocrate (PSD)                          | 6      |
|       | Parti national libéral (PNL)                          | 5      |
|       | Parti Mouvement populaire (PMP)                       | 2      |
|       | Union démocrate magyare de Roumanie (UDMR)            | 1      |
|       | Union nationale pour le progrès de la Roumanie (UNPR) | 1      |